# Kasteel van Péralta
Het Kasteel van  Peralta is een kasteel in de Belgische stad Luik, oorspronkelijk uit de 14de eeuw, gelegen in de wijk Angleur.
Het bouwwerk stond voorheen bekend als Kasteel van Kinkempois. De exacte oorsprong van het kasteel is niet bekend, maar geschriften getuigen van zijn aanwezigheid in de 14de eeuw. Het kasteel was een sterk en defensief fort van de prins-bisschop van Luik en werd 1457 gekocht door de Sint-Laurentiusabdij, die het in eigendom hield het tot de val van het Prinsdom in 1795.
Nadien wordt Charles J. Desoer, een Luikse familie die onder het ancien régime de Gazette de Liège uitgaf, eigenaar. Later werd Ferdinand de Lesseps, gerelateerd aan Desoer, eigenaar, hij woonde er voor een maand en schonk het aan zijn dochter Valerie Desoer, Viscountess Clérambault. In 1885 werd het eigendom van haar dochter, Desiree Jeanne Fernande Josephus Clérambault, geboren in het kasteel in 1845. Zij trouwde voor de tweede maal met de markies Maria Manuel Peralta, diplomaat. Het is uit deze tijd dat het kasteel "Kasteel Peralta" heet. Op 8 december 1885 verwoestte een brand bijna volledig het kasteel. Het werd gerestaureerd in 1887 door de architect Gaspard Lambert. In 1919, na de dood van de markiezin de Peralta, verkocht haar zoon de gehele woning aan Bernheim, een vastgoedonderneming uit Parijs. 
Op 16 december 1935 verkocht Bernheim op zijn beurt het kasteel aan het stadsbestuur van Angleur. Een renovatie volgde in 1936 en 1937. In november 1940 verwoestte een brand de zolder en het dak. Verbouwd en gerestaureerd, werd het kasteel opnieuw in 1944 vernietigd door geallieerde bombardementen gericht op de brug Val Benoit en door de Duitse vliegende bommen kort daarna. De renovatie vond plaats in 1951 door architect Joseph Moutschen met respect voor de oude stijl en door zo veel mogelijk te hergebruiken.